# Maurice Vachon
Joseph Maurice Régis Vachon, noto con lo pseudonimo "Mad Dog" Vachon (Montréal, 14 settembre 1929 – Omaha, 21 novembre 2013), è stato un wrestler e lottatore canadese.
Ha vinto come cinture importanti la NWA International Tag Team Championship, l'NWA World Tag Team Championship insieme al fratello Paul Vachon, l'AWA World Heavyweight Championship in cinque occasioni e l'AWA World Tag Team Championship (la prima volta con Verne Gagne e la seconda con Paul Vachon).
Nel 2010 è stato inserito nella WWE Hall of Fame.
Ha iniziato la carriera sportiva nella lotta libera, nel 1948 ha partecipato ai Giochi olimpici di Londra nella categoria pesi medi classificandosi ottavo e nel 1950 ha vinto la medaglia d'oro ai Giochi del Commonwealth.

## Carriera nel wrestling
Vachon debuttò nel mondo del wrestling grazie al booker Larry Kasaboski dell'Ontario; e durante il suo primo anno da professionista, vinse un torneo aggiudicandosi il titolo North American Junior Heavyweight Championship. Tuttavia, Vachon avrebbe presto trovato un ostacolo al proseguimento di carriera da parte del potente promoter di Montreal Eddie Quinn, che non voleva utilizzarlo per paura che potesse detronizzare Yvon Robert, il wrestler canadese più importante dell'epoca. Di conseguenza, Vachon cominciò a lottare negli Stati Uniti; e nell'aprile 1955, in coppia con Pierre LaSalle conquistò il titolo NWA Texas Tag Team Championship.

### "Cane Pazzo" Vachon
Nonostante le sue notevoli abilità tecniche, Maurice Vachon faticò non poco a distinguersi dalla miriade di altri lottatori che popolavano il Canada, almeno agli inizi di carriera. Come risultato, egli prese delle misure drastiche per costruire il proprio personaggio, ingrassando per incutere più timore, rasandosi a zero il cranio e facendosi crescere la barba. In aggiunta, Vachon cominciò a proclamare la propria superiorità durante le interviste sulle tv locali, screditando inoltre gli avversari. Un atteggiamento del genere fu ritenuto rivoluzionario all'epoca, e fu anche di successo poiché ottenne l'effetto voluto e la fama di Vachon crebbe in maniera esponenziale, attirando sempre più pubblico nelle arene. Come risultato, egli divenne uno dei maggiori wrestler heel dell'epoca, comportandosi come una belva spietata sul ring, che spesso mordeva i propri avversari e poi li faceva cedere per dolore con prese di sottomissione. Secondo Vachon stesso, il soprannome "Mad Dog" ("cane pazzo") gli fu dato nel 1962 da un promoter di Portland di nome Don Owen, dopo un match particolarmente violento: «Durante il match ero sceso dal ring e avevo iniziato a spaccare tutto. Un poliziotto tentò di fermarmi e tirai un pugno pure a lui!» raccontò Vachon. «Dopo Owen mi disse: "sembravi proprio un vero cane pazzo lì fuori", e così fu!».
In poco tempo, "Mad Dog" Vachon sviluppò una solida reputazione di temuto wrestler heel. Inoltre, anche il fratello minore di Maurice, Paul - alla fine noto come The Butcher ("Il macellaio"), fece presto il suo debutto e il 17 febbraio 1959 i fratelli Vachon si unirono per sconfiggere Chico Garcia e Chet Wallick per i titoli Tag Team NWA canadesi. La tendenza di Vachon a ferire i suoi avversari con oggetti contundenti, unghie e denti limati e l'uso ricorrente della sua mossa finale, il piledriver, lo rese famoso nell'ambiente e gli causò anche la messa al bando in tre Stati degli Stati Uniti. Ma il fatto aumentò la sua popolarità tra i fan.
Vachon incontrò la sua futura moglie Kathie Joe a un evento di wrestling, dopo averle rubato una scarpa, che aveva usato per soffocare l'avversario contro il quale stava combattendo sul ring, mentre lei era seduta tra il pubblico.

### AWA World Heavyweight Championship

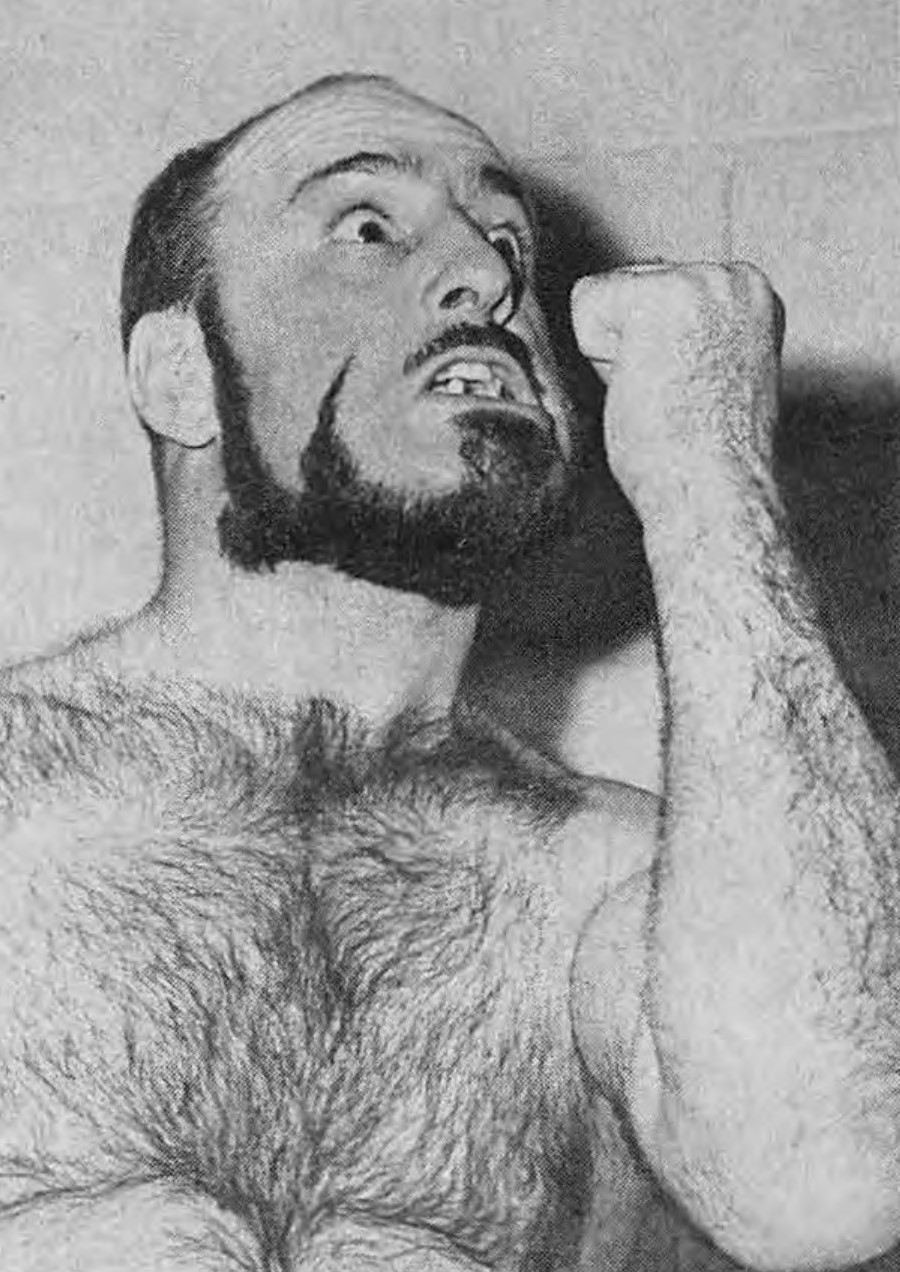
Maurice Vachon nel 1973

Nei primi anni sessanta, Mad Dog Vachon firmò per la compagnia American Wrestling Association di Verne Gagne, che aveva sostituito Tony Stecher come promoter capo della regione nel 1960. Al suo debutto, Vachon divenne immediatamente una delle stelle della federazione nonostante fosse un heel, che faceva ricorso a tattiche scorrette; e per lui fu scelto il ruolo di nemesi di Gagne, il top face della AWA e campione mondiale, e i due si sarebbero scontrati per oltre vent'anni in futuro. Il 2 maggio 1964, Vachon stupì il pubblico quando riuscì a strappare il titolo a Gagne, e nonostante Gagne avesse riconquistato la cintura due settimane dopo, Mad Dog rivinse il titolo una seconda volta sconfiggendolo il 20 ottobre a Minneapolis. Nel periodo 1964–67, Mad Dog Vachon avrebbe vinto l'AWA World Heavyweight Championship per cinque volte, scontrandosi, oltre che con Gagne, con Mighty Igor Vodic, Crusher Lisowski e Dick the Bruiser.
L'ultimo regno titolato di Mad Dog Vachon terminò il 26 febbraio 1967, per mano dell'eterno rivale Verne Gagne; e poi egli lasciò la compagnia per tornare in Canada nel territorio di Montreal, dove egli conquistò in due occasioni l'IWA International Heavyweight Championship durante dei feud con Johnny Rougeau e Hans Schmidt. Inoltre, Vachon sfruttò la sua amicizia con Jean Beliveau per convincere le autorità del Montreal Forum a garantirgli una licenza da promoter (nonostante le proteste di Johnny Rougeau e Bob Langevin, che avevano ereditato il territorio da Eddie Quinn a metà anni sessanta). Nondimeno, Vachon avrebbe fatto ritorno in AWA poco tempo dopo, dove, insieme al fratello Paul "Butcher" Vachon, riprese la sua rivalità con The Crusher e Dick the Bruiser. Il 30 agosto 1969, i Vachon sconfissero Crusher & Bruiser per il titolo AWA World Tag Team; e l'anno seguente, i due tag team si scontrarono ancora in un celebre steel cage match svoltosi al Comiskey Park di Chicago (dove i fratelli Vachon emersero vincitori), che data la sua violenza e brutalità, fu d'ispirazione per il nuovo stile di lotta di wrestler quali Abdullah the Butcher, Bruiser Brody, Stan Hansen ed altri.
Il 14 luglio 1973, Vachon affrontò Killer Kowalski per il titolo Grand Prix Wrestling a Montreal. Il match si svolse davanti a un pubblico record di 29,127 spettatori, la più grande affluenza di pubblico per un incontro di wrestling nella storia del Quebec. Prima del match, Vachon aveva dichiarato che si sarebbe suicidato se non avesse vinto. A seguito della sua vittoria, la prima pagina di un giornale di Montreal titolò "Vachon trionfa davanti a 30,000 persone e non si suicida!"

### Periodo successivo
La famiglia Vachon divenne prominente in AWA quando anche la sorella Vivian cominciò a dominare la divisione femminile, mentre Maurice e Paul spadroneggiavano in quella maschile. Agli inizi degli anni settanta Maurice apparve insieme alla sorella Vivian nel film Wrestling Queen. Dopo due decenni trascorsi da personaggio heel, i fan iniziarono a tifare per "Mad Dog" quando formò un inaspettato tag team con il rivale di sempre Verne Gagne. Il 6 giugno 1979, i due sconfissero Pat Patterson & Ray Stevens conquistando le cinture di coppia AWA, che detennero per oltre un anno prima di capitolare contro Jesse Ventura & Adrian Adonis. Quando l'AWA cercò di svecchiare il proprio roster con wrestler più giovani come Rick Martel e Curt Hennig, nel 1983 Vachon passò alla World Wrestling Federation. Anche se non aveva l'età e il fisico per emergere nella nascente era dell'"Hulkamania", in qualità di fan favorite Vachon lottò in vari house show della WWF in Canada. Per un breve periodo condusse anche un segmento in lingua francese dedicato alle interviste per la WWF canadese che andava in onda ogni settimana, intitolato Le Brunch a Mad Dog.
Nel 1985, apparve all'angolo del campione AWA Rick Martel quando egli fu sfidato da Boris Zhukov in Canada, e restò coinvolto in un match svoltosi il 19 settembre 1985 a Winnipeg, dove scacciò dal ring il manager di Zhukov, Chris Markoff, quando questi cercò di interferire in favore del suo cliente durante un confronto tra Zhukov e Martel. Nel rematch Martel vs Zhukov combattuto in una gabbia d'acciaio il 14 novembre 1985 nella stessa città, Markoff fu neutralizzato venendo ammanettato a Mad Dog Vachon. Dopo un ultimo match celebrativo svoltosi nella sua nativa Montreal nel settembre 1986, Vachon si ritirò dal ring. Secondo la WWE, "in anni successivi, l'eredità di Mad Dog fu portata avanti da sua nipote, Luna Vachon, e da altri lottatori rissosi che adottarono il suo stile di combattimento, come Bruiser Brody e George "the Animal" Steele".

## Influenza
Vachon era conosciuto per la sua personalità selvaggia e incontrollabile, oltre che per la sua abilità nelle interviste e nei promo. "Fu il primo wrestler a capire il potere della televisione. Fu il primo a rivolgersi direttamente alla telecamera mentre parlava. Non era mai stato fatto prima", disse Yves Theriault, che diresse un documentario su Vachon nel 2009. Maurice Vachon fu inoltre molto influente in Quebec. Pat LaPrade, autore di Mad Dogs, Midgets and Screw Jobs, un libro sulla storia del wrestling in Quebec, considera Vachon uno dei due più importanti wrestler del Quebec insieme a Yvon Robert. Egli aggiunse: «[Vachon è] il wrestler più celebre del Quebec fuori dal Quebec. Una leggenda».
Nel libro The Pro Wrestling Hall of Fame: The Canadians, l'autore Greg Oliver posiziona Vachon al quarto posto tra i wrestler canadesi, dietro Whipper Billy Watson, Yvon Robert e Killer Kowalski.

## Personaggio

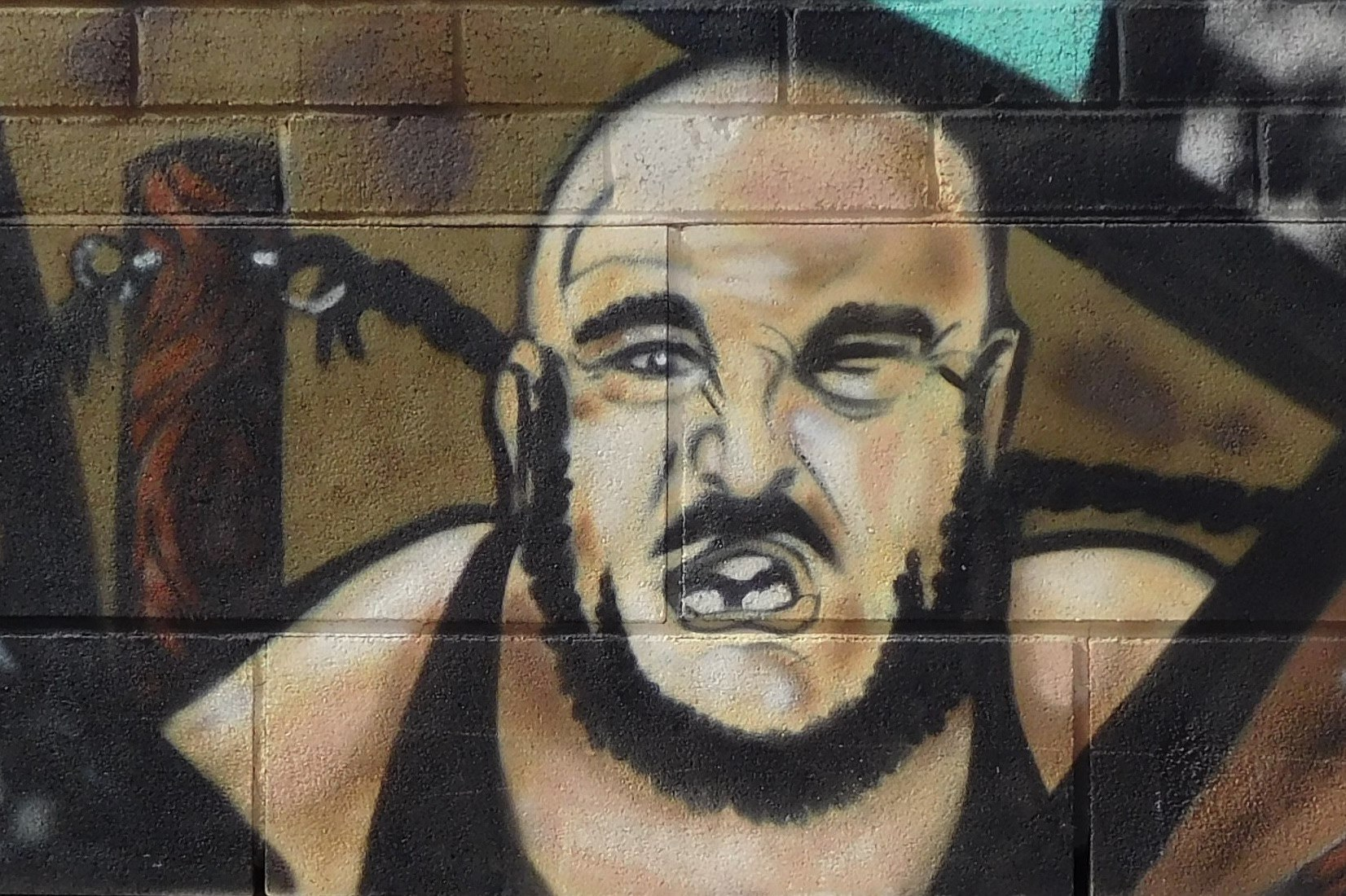
Un graffito raffigurante Mad Dog Vachon

### Mossa finale
- Piledriver

### Soprannome
- "Mad Dog"

## Titoli e riconoscimenti
- American Wrestling Association
  - AWA Midwest Tag Team Championship (3) - con Bob Orton (2) e Paul Vachon (1)[11]
  - AWA World Heavyweight Championship (5)[11]
  - AWA World Tag Team Championship (2) - con Paul Vachon (1) e Verne Gagne (1)[11]
  - Nebraska Heavyweight Championship (2)
  - Nebraska Tag Team Championship (2) - con Haru Sasaki
- Cauliflower Alley Club
  - Iron Mike Mazurki Award (2003)
- Central States Wrestling
  - NWA World Tag Team Championship (Central States Version) (1) - con Baron von Raschke[11]
- George Tragos/Lou Thesz Professional Wrestling Hall of Fame
  - Classe del 2003
- Lutte Internationale
  - Canadian International Tag Team Championship (1) - con Édouard Carpentier
- International Wrestling Enterprise
  - IWA World Heavyweight Championship (1)[11][12]
  - IWA World Tag Team Championship (1) - con Ivan Koloff[11]
- Mid-Atlantic Championship Wrestling
  - NWA Southern Tag Team Championship (Mid-Atlantic version) (1) - con Paul Vachon[11][13]
- Mid-South Sports
  - NWA Southern Heavyweight Championship (Georgia version) (1)
  - NWA World Tag Team Championship (Georgia Version) (1) - con Paul Vachon[11][14]
- Pacific Northwest Wrestling
  - NWA Pacific Northwest Heavyweight Championship (6)[11]
  - NWA Pacific Northwest Tag Team Championship (1) - con Fritz Von Goering[11]
- Pro Wrestling America
  - PWA Heavyweight Championship (1)[11][15]
- Pro Wrestling Illustrated
  - N. 166 nella lista dei migliori 500 wrestler di sempre nei "PWI Years" del 2003
- Professional Wrestling Hall of Fame and Museum
  - (Classe del 2004) - con Paul Vachon
- Quebec Sports Hall of Fame
  - Classe del 2009[16]
- Ring Around The Northwest Newsletter
  - Tag Team of the Year (1962) con Fritz Von Goering[17]
  - Wrestler of the Year (1963)[17]
- Southwest Sports, Inc.
  - NWA Brass Knuckles Championship (Texas version) (1)[18][19]
  - NWA Texas Tag Team Championship (3) - con Pierre LaSalle (1), Paul Vachon (1), e Duke Keomuka (1)[20][21]
- Stampede Wrestling
  - NWA Canadian Tag Team Championship (Calgary version) (3) - con Paul Vachon[11]
  - NWA International Tag Team Championship (Calgary version) (2) - con Paul Vachon[11]
- World Wrestling Entertainment
  - WWE Hall of Fame (Classe del 2010)
- Wrestling Observer Newsletter
  - Wrestling Observer Newsletter Hall of Fame (Classe del 1996)